# Showtime (2002.)
Showtime je američki film iz 2002. koji je distribuirao Warner Bros. Glavne uloge su igrali Robert De Niro, Eddie Murphy, Rene Russo i William Shatner. Film je režirao Tom Dey, a scenarij su napisali Jorge Saralegui i Keith Sharon. Film govori o policajcima Mitchu Prestonu i Treyu Sellarsu u zategnutim odnosima. Film je zaradio 77,741.732 dolara.